# Alex Groesbeck

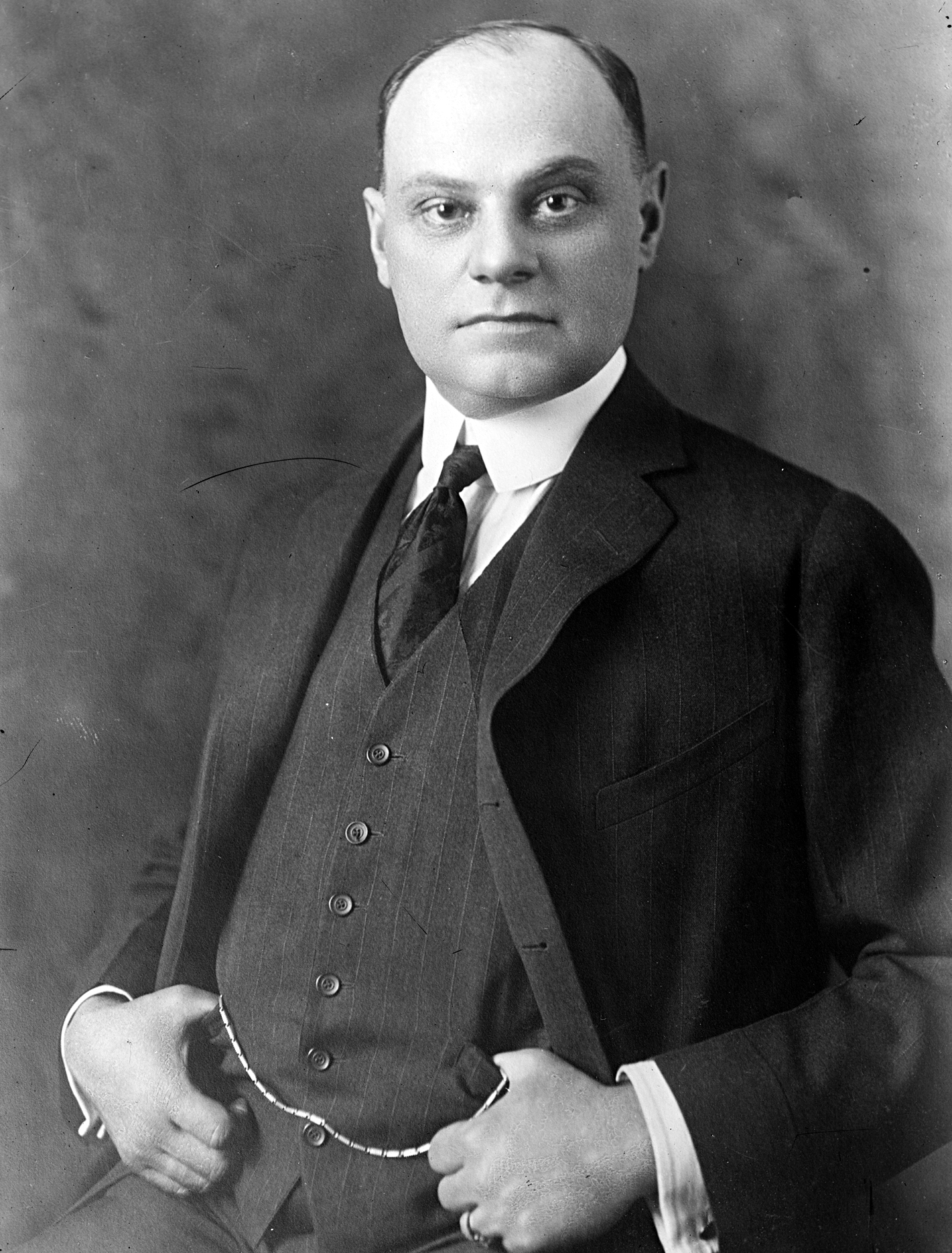
Alex Groesbeck

Alexander Joseph „Alex“ Groesbeck (* 7. März 1873 in Warren, Michigan; † 10. März 1953 in Detroit, Michigan) war ein US-amerikanischer Politiker und von 1921 bis 1927 der 30. Gouverneur des Bundesstaates Michigan.

## Frühe Jahre und politischer Aufstieg
Alex Groesbeck besuchte die örtlichen Schulen seiner Heimat und im kanadischen Ontario, wohin seine Familie für zwei Jahre verzogen war. Später studierte er an der University of Michigan Jura. Nach seinem Examen und der im Jahr 1893 erfolgten Zulassung als Rechtsanwalt konnte er seinen neuen Beruf in Detroit ausüben.
Groesbeck war Mitglied der Republikanischen Partei. Im Jahr 1912 unterstützte er den Präsidentschaftswahlkampf von William Howard Taft. Zwischen 1912 und 1914 war er Vorsitzender seiner Partei in Michigan. Im Jahr 1914 bewarb er sich erfolglos für das Amt des Gouverneurs seines Staates. Von 1916 bis 1921 war er Justizminister (Attorney General) von Michigan. Am 2. November 1920 schaffte er es, als Kandidat seiner Partei zum Gouverneur gewählt zu werden. Mit 66,4 Prozent der Stimmen setzte er sich deutlich gegen den Demokraten Woodbridge Nathan Ferris durch.

## Gouverneur von Michigan
Alex Groesbeck trat sein neues Amt am 1. Januar 1921 an. Nach zwei Wiederwahlen in den Jahren 1922 und 1924, bei denen er jeweils mehr als 60 Prozent der Stimmen erreichte, konnte er es bis zum 1. Januar 1927 ausüben. In dieser Zeit wurden die Straßen und Autobahnen des Staates ausgebaut und ein allgemeines Zulassungssystem für Kraftfahrzeuge eingeführt. Der Gouverneur sorgte auch für eine Gefängnisreform. Außerdem wurde der Regierungsapparat umstrukturiert und einige Behörden zusammengelegt. Im Jahr 1924 war Groesbeck Delegierter zur Republican National Convention, auf der Calvin Coolidge für eine zweite Amtszeit als US-Präsident nominiert wurde. 1926 wollte sich Groesbeck erneut zur Wahl stellen. Er verlor aber in den Vorwahlen seiner Partei gegen Fred W. Green.
Auch nach dem Ende seiner Gouverneurszeit blieb Groesbeck politisch aktiv. Im Jahr 1930 blieb er bei den republikanischen Vorwahlen zur Gouverneurswahl erneut erfolglos. Diesmal unterlag er Wilber M. Brucker. Zwischen 1941 und 1944 war Groesbeck Vorsitzender der Michigan Civil Service Commission. Im Jahr 1944 war er noch einmal Delegierter zum Bundesparteitag der Republikaner, auf dem Thomas E. Dewey als Präsidentschaftskandidat nominiert wurde. Groesbeck war auch Mitglied einiger Anwaltsvereinigungen. Er starb im März 1953, drei Tage nach seinem 80. Geburtstag.